# Santa Fe del Paraná
Santa Fe del Paraná è un distretto situato nel Dipartimento dell'Alto Paraná in Paraguay. Costituito l'11 luglio 2003, forma uno dei 20 distretti del dipartimento.